# Leipziger Wasserkünste

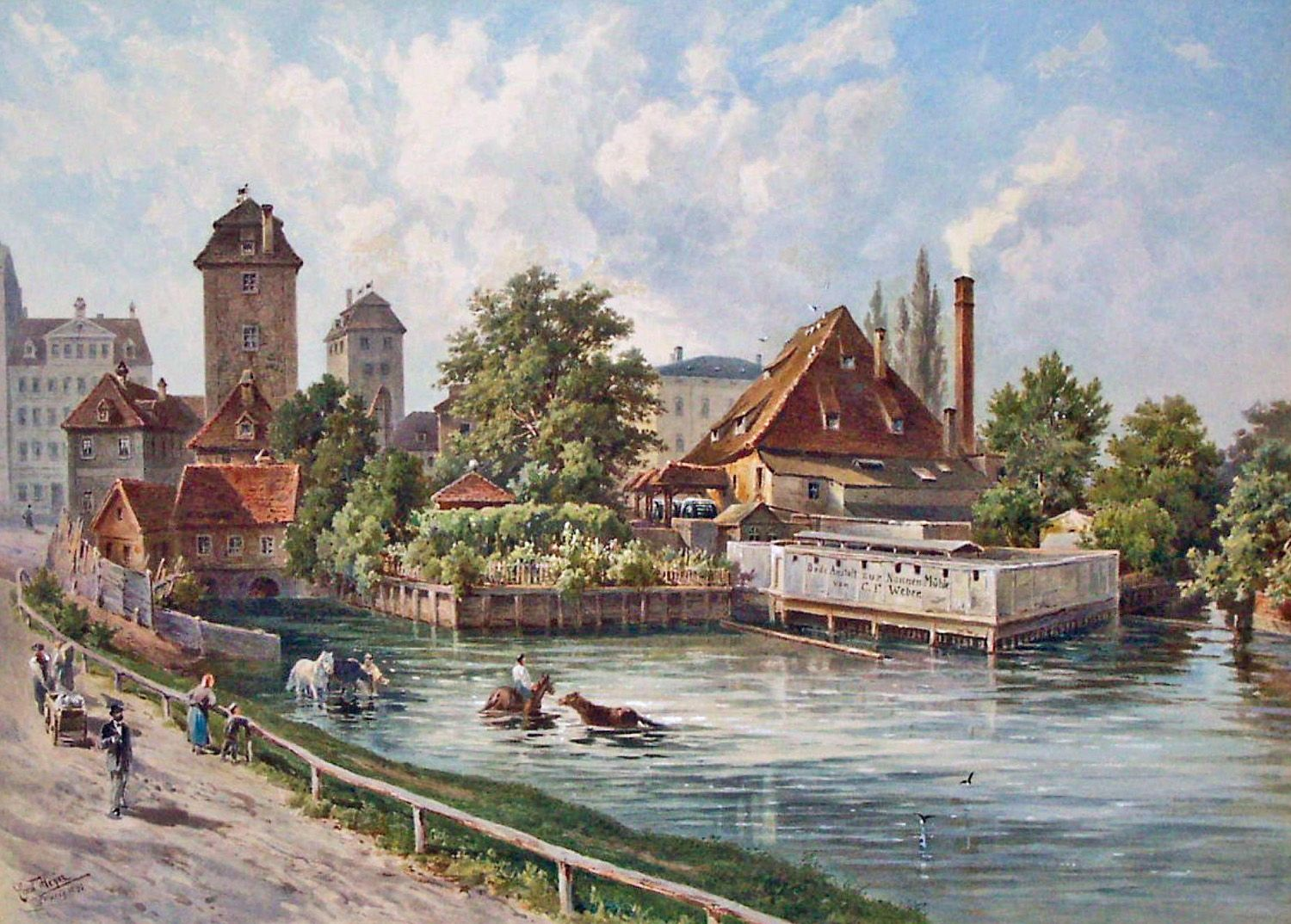
Die Türme der beiden Leipziger Wasserkünste von Norden, links die Rote, rechts davon die Schwarze, ganz rechts die Nonnenmühle (um 1880)

Die Leipziger Wasserkünste waren technische Einrichtungen, die über drei Jahrhunderte die zentrale Wasserversorgung Leipzigs sicherten. Von einem Vorläufer abgesehen, waren es zwei Wasserförderanlagen am Pleißemühlgraben mit den Namen Rote Wasserkunst und Schwarze Wasserkunst. Die „Rote“ hatte Tür- und Fenstereinfassungen aus rotem Rochlitzer Porphyr, was der „Schwarzen“ fehlte.

## Lage

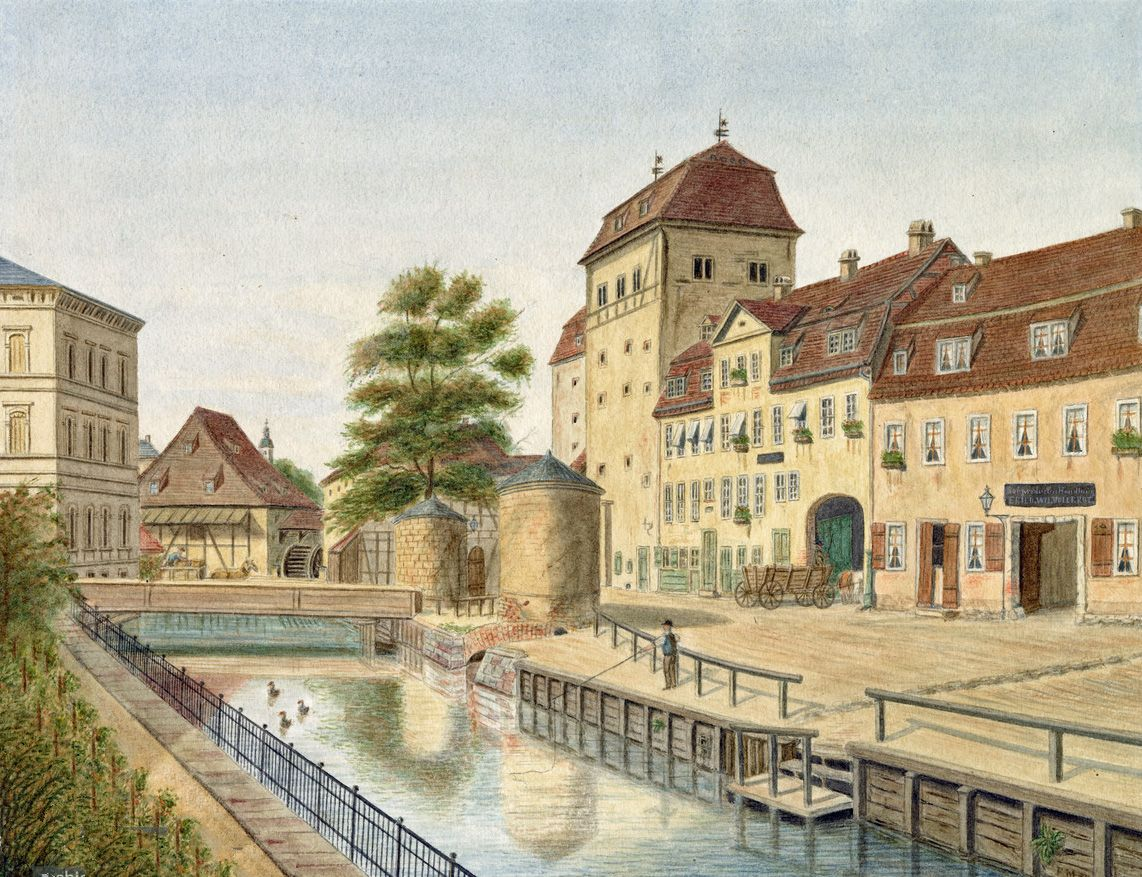
Schwarze Wasserkunst (um 1870), Rote teilverdeckt, links Nonnenmühle, davor Brücke zu Schwägrichens Garten

Die Rote Wasserkunst befand sich auf dem Gelände der Nonnenmühle östlich von dieser. Das entspricht heute dem Kreuzungsbereich Karl-Tauchnitz-Straße/Martin-Luther-Ring (⊙).
Die Schwarze Wasserkunst lag etwa 100 Meter südlich davon an der Harkortstraße (bis 1876 An der Wasserkunst) gegenüber der Brücke zu Schwägrichens Garten auf der dem Pleißemühlgraben abgewandten Straßenseite, heute etwa mittig zwischen Martin-Luther-Ring und Dimitroffstraße (⊙). Das Antriebs- und das Förderwasser wurden ihr unter der Straße zugeführt. Zu- und Ablauf lagen unter zwei kleinen Türmen.

## Geschichte
Bis zum Beginn des 16. Jahrhunderts erfolgte die Wasserversorgung der Stadt ausschließlich über Schöpf- und Ziehbrunnen. Von 1501 bis 1504 wurde eine Holzröhrenleitung von der 3,5 km südöstlich der Stadt gelegenen Marienquelle erbaut, die das Paulinerkloster, 17 Bürgerhäuser und zwei öffentliche „Röhrenkästen“ versorgte.

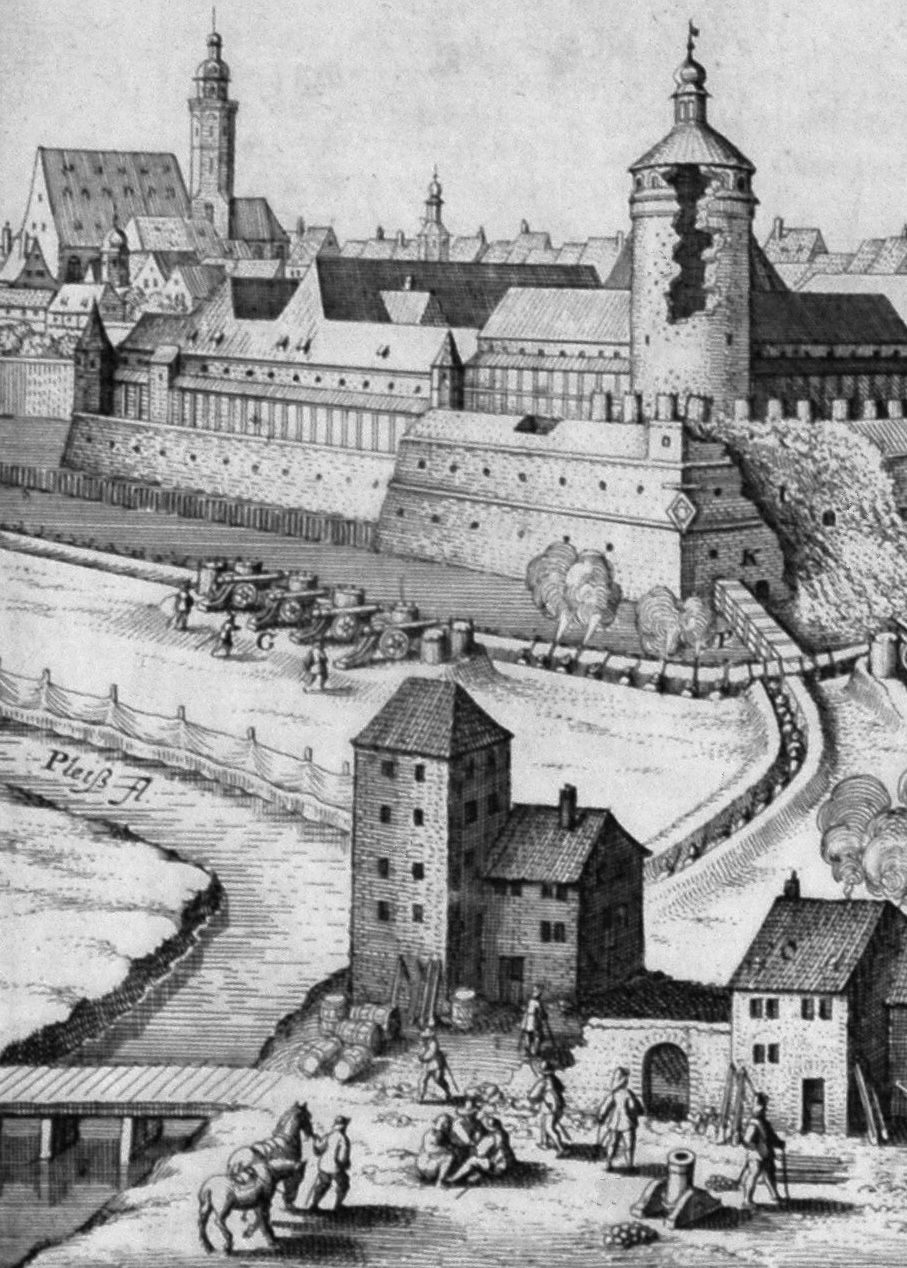
Rote Wasserkunst 1642

1500 hatte der Leipziger Ratsherr Martin Bauer auf eigene Kosten am Pleißemühlgraben eine Wasserkunst errichtet, die primär der Bewässerung des Gartens des nahegelegenen Georgennonnenklosters diente, aber auch eine (Privat-?)Leitung in die Stadt besaß. Wegen Problemen mit der Holzröhrenleitung war der Rat der Stadt an einer eigenen Wasserkunst interessiert. Eine bereits zwischen 1517 und 1519 errichtete Wasserkunst konnte aber erst 1521 genutzt werden, da der Rat sich erst dann mit dem Kloster über die Wasserrechte einigen konnte, welche das Kloster als Mühleneigner besaß. Gegen eine Zahlung von 400 Gulden erhielt der Rat das Recht, Mühlgrabenwasser für die Stadt zu entnehmen. Nach der Reformation kaufte der Rat 1543 das verlassene Kloster einschließlich der Mühle und der Wasserrechte.
Im Schmalkaldischen Krieg 1547/48 wurden sowohl die Bauersche als auch die städtische Wasserkunst zerstört. Als Ersatz errichtete die Stadt von 1561 bis 1564 in der Nähe der Nonnenmühle die Rote Wasserkunst, 1564 folgte weiter südlich die Schwarze. Im Dreißigjährigen Krieg wurde die Schwarze Wasserkunst zerstört und 1679 wieder aufgebaut; die Rote war nur beschädigt worden. Um 1700 waren nahezu 40 % der Häuser an die Wasserversorgung angeschlossen, und es gab 24 öffentliche Wasserstellen. 1758 brannte durch unsachgemäßen Umgang mit Feuer die Schwarze Wasserkunst erneut ab, wurde aber bis 1798, technisch verbessert, wieder aufgebaut.

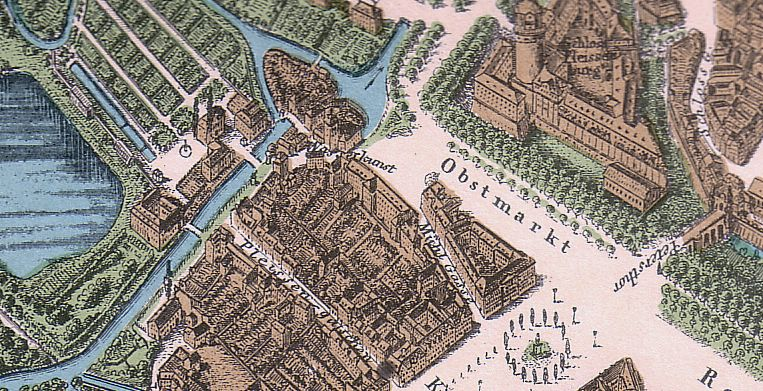
Stadtplan von Adolf Eltzner mit den Wasserkünsten, 1845

Ab Mitte des 19. Jahrhunderts konnte die Versorgung der rapide steigenden Bevölkerungszahl durch die Wasserkünste nicht mehr sichergestellt werden, und auch die Qualität des Wassers verschlechterte sich durch zunehmende Flussverschmutzung, sodass man zu Beginn der 1860er Jahre die Planung eines modernen Wasserwerks ins Auge fasste. Ein solches wurde 1865 auf den sogenannten Bauernwiesen südlich des Schleußiger Weges in Betrieb genommen. In der Folgezeit wurde der Betrieb der Wasserkünste eingestellt. Ihre Türme wurden gegen Ende des 19. Jahrhunderts abgebrochen.

## Technik

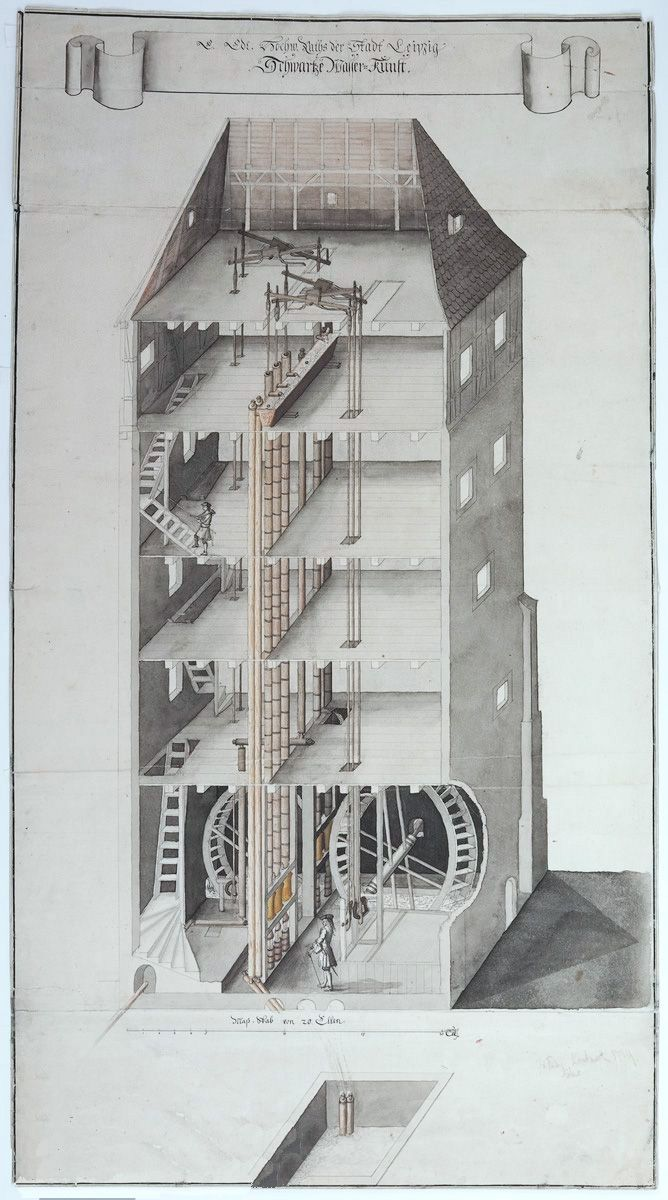
Schnitt durch die Schwarze Wasserkunst

Die beiden Wasserkünste waren ähnlich aufgebaut. Zwei unterschlächtige Wasserräder setzten über ein Pleuelgestänge Pumpen mit Saug- und Druckventil in Bewegung, die über Rohre (anfangs Holz, später Eisen) Wasser in eine Höhe von etwa 17 Metern (60 Leipziger Fuß) in einen offenen Trog beförderten. Von hier gelangte das Wasser durch natürliches Gefälle in unterirdischen Rohren in die Stadt. Der ständige Betrieb der Anlagen wurde durch sogenannte Kunstmeister mit ihren Knechten gesichert. Die Wasserkünste liefen rund um die Uhr und sommers wie winters. Der Winterbetrieb wurde dadurch gesichert, dass sich die Wasserräder innerhalb der Gebäude befanden, welche auch noch beheizt wurden. Das überschüssige Wasser der Nacht lief über die Röhrenkästen auf die Straßen und reinigte diese sowie die Gossen.
Die Schwarze Wasserkunst versorgte mit fünf Pumpen den westlichen Teil der Stadt (Ranstädter und Petersviertel), die Rote mit sechs Pumpen den östlichen (Hallisches und Grimmaisches Viertel). Um 1835 betrug die Förderleistung beider Künste bei 24-stündigem Betrieb 2460 m³. Damit kamen auf einen Einwohner mehr als 50 Liter Wasser, von denen des Nachts mehr als die Hälfte ungenutzt abfloss.